# Équemo
En la mitología griega, Équemo (en griego antiguo: Ἔχεμος, Éjemos) fue un rey de toda Tegea y Arcadia. Era hijo de Aéropo y nieto de Cefeo. Sucedió a Licurgo, y se casó con Timandra, hija de Leda y Tindáreo de Esparta.
Timandra le dio un hijo, Laódoco, antes de irse con Fileo, rey de Duliquio.
Tras la muerte de Euristeo, Hilo condujo a los heráclidas a atacar Micenas. Équemo se ofreció a sí mismo como campeón de las fuerzas defensoras, mató a Hilo en combate singular y así forzó la retirada de los heráclidas.
Équemo sería sucedido por Agapenor, hijo de Anceo.
| Predecesor: Licurgo | Reyes de Arcadia | Sucesor: Agapenor |